# جواز سفر أيسلندي
تصدر جوازات السفر الآيسلندية لمواطني أيسلندا لغرض السفر الدولي.

## التاريخ
صدر تصميم جديد للجواز في مايو 1987. وقد تميز بغلاف أزرق داكن (شبه أسود) وصفحات مطبوعة بالليزر.

صدر أول جواز سفر آيسلندي يمكن قراءته آليًا في 1 يونيو 1999. أضيفت صفحة من البلاستيك الصلب مع شريحة إكترونية في مايو 2006، وتغيرت الصلاحية مؤقتًا من عشر سنوات إلى خمس سنوات. نقل الشريحة إلى الغلاف الخلفي في يونيو 2013 وتمت إعادة الصلاحية إلى عشر سنوات. صدر جواز سفر آيسلندي جديد في 1 فبراير 2019.

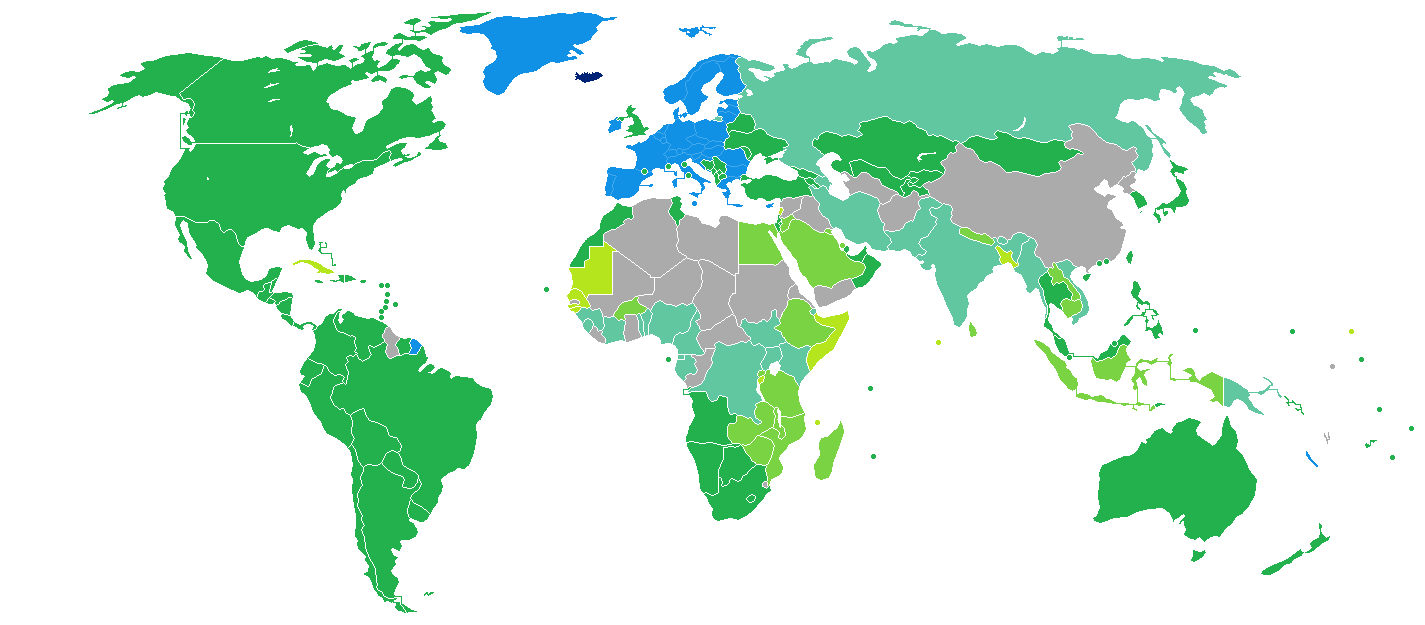
البلدان والأقاليم التي لا تفرض تأشيرة أو تطلب تأشيرة دخول عند الوصول للجهة، لحاملي جوازات السفر الايسلندية العادية.

## اللغات
صفحة المعلومات والبيانات مطبوعة باللغات : الأيسلندية والإنجليزية والفرنسية.

## متطلبات التأشيرة
اعتبارًا من 11 يناير 2022 كان لدى مواطنو آيسلندا إمكانية دخول 180 دولة وإقليم بدون تأشيرة أو تأشيرة عند الوصول، مما جعل جواز السفر الأيسلندي يحتل المرتبة 11 من حيث حرية السفر وفقًا مؤشر هينلي لجوازات السفر.